# Таврійський палац
Таврійський палац (рос. Таврический дворец) — колишня резиденція князя Григорія Потьомкіна-Таврійського в Санкт-Петербурзі, що побудована 1783—1789 рр. у стилі класицизму за проєктом архітектора Івана Старова. Палац розташований на вулиці Шпалерній між кварталами вулиць Потьомкінська та Таврійська. Позаду нього розташований Таврійський сад.
1906—1910 рр. інтер'єр палацу було змінено через розміщення в ньому Державної думи Російської імперії (архітектор Петро Шестов).
Із початком Лютневої революції 1917 року в Таврійському палаці розмістилися Тимчасовий комітет Державної думи, а згодом і Тимчасовий уряд (до липня 1917), тут виникла Петроградська рада робочих депутатів. У Таврійському палаці відбувався I Всеросійський з'їзд Рад робітничих і солдатських депутатів 3-24 червня 1917 року. До переїзду в серпні 1917 року в Смольний у Таврійському палаці засідав ВЦВК Рад.
5 (18) січня 1918 року в Таврійському палаці зібралися Всеросійські установчі збори.
У XXI сторіччі палац є штаб-квартирою Міжпарламентської асамблеї СНД; збирається Рада Законодавців — особливий дорадчий орган обох палат Російського Парламенту; базується петербурзький філія телерадіокомпанії «Мир».
Від Таврійського палацу походять назви Таврійського саду, Таврійської вулиці та Таврійського провулка.

## Комплекс Таврійського палацу

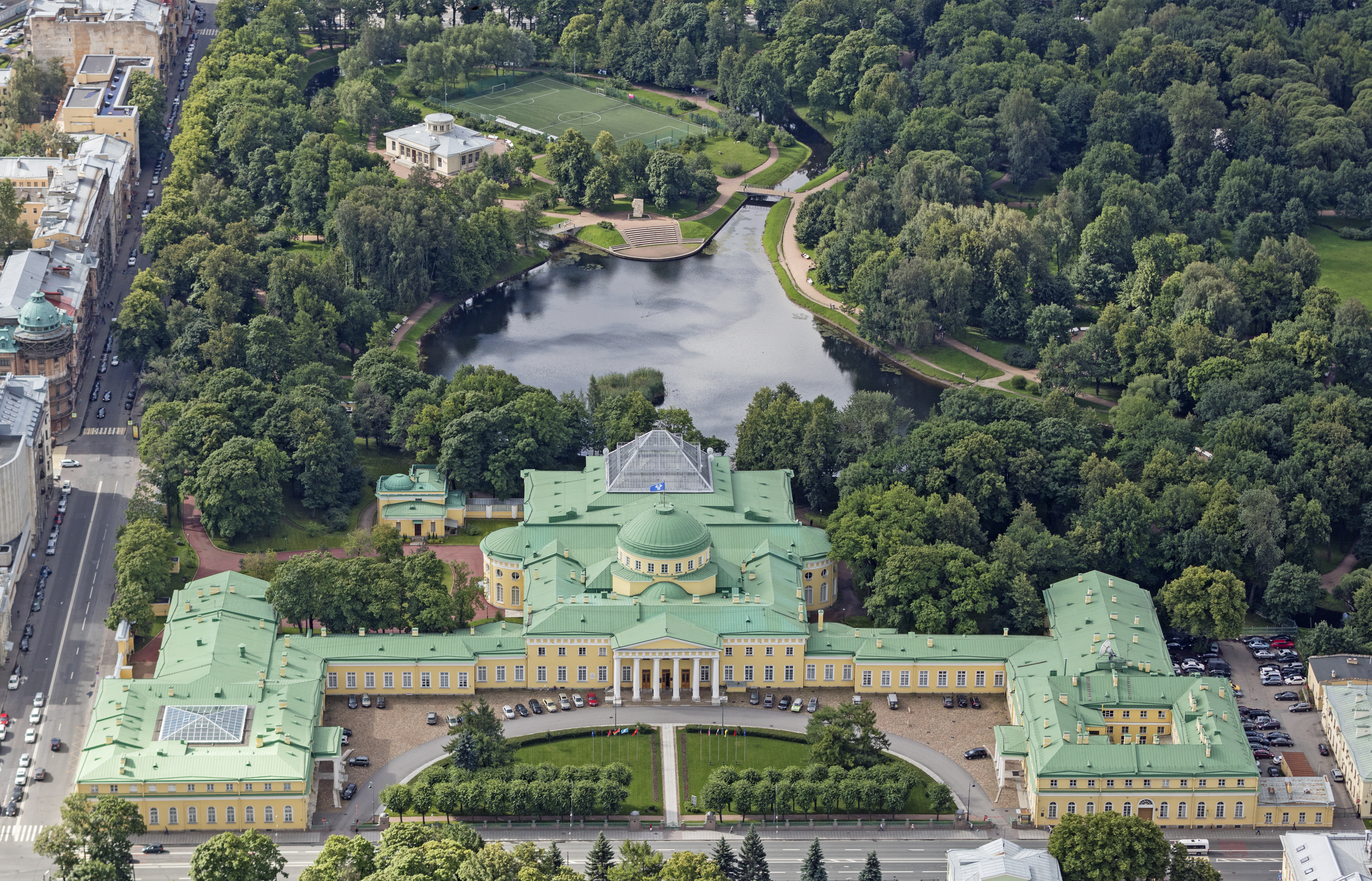
Вид на палац із висоти пташиного польоту

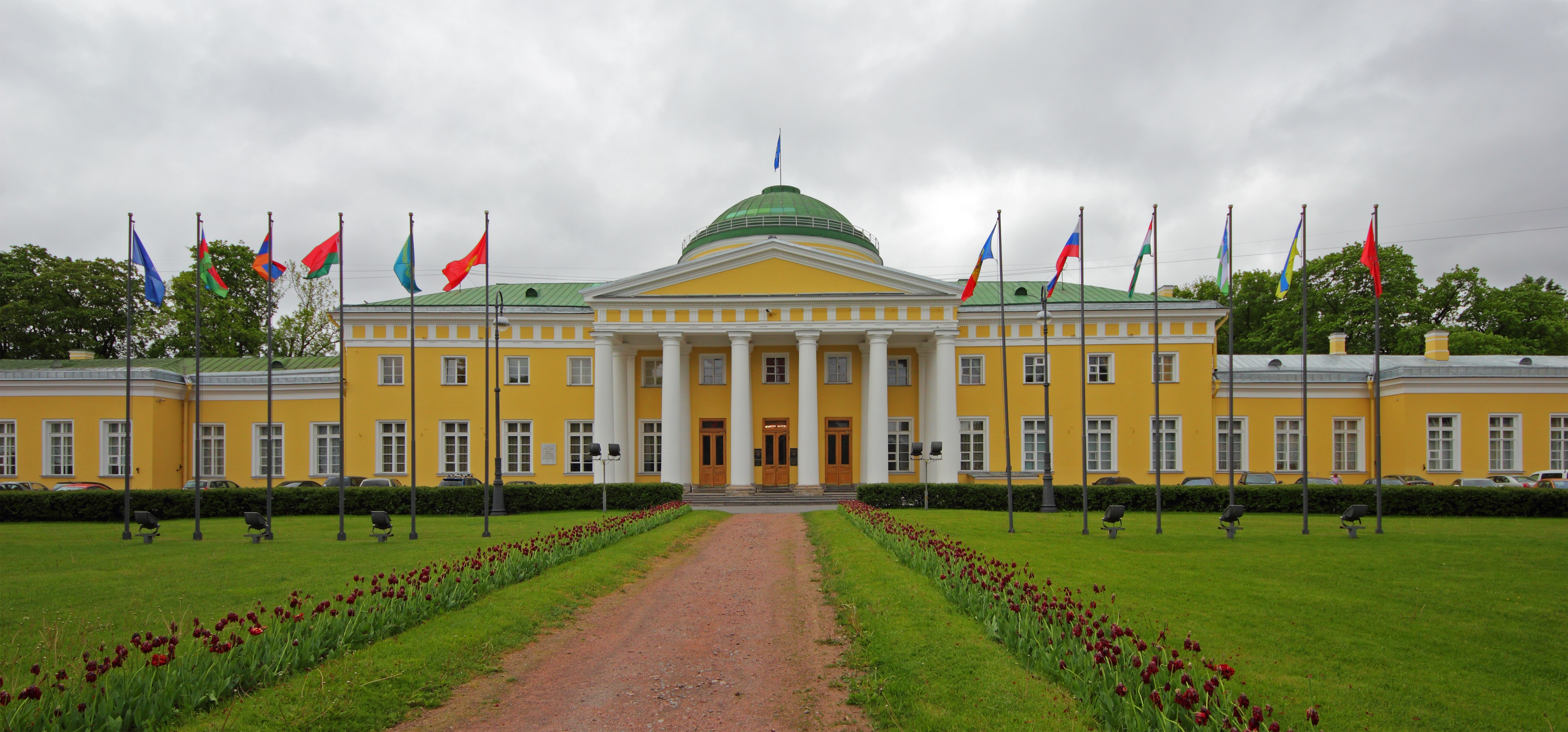
Таврійський палац

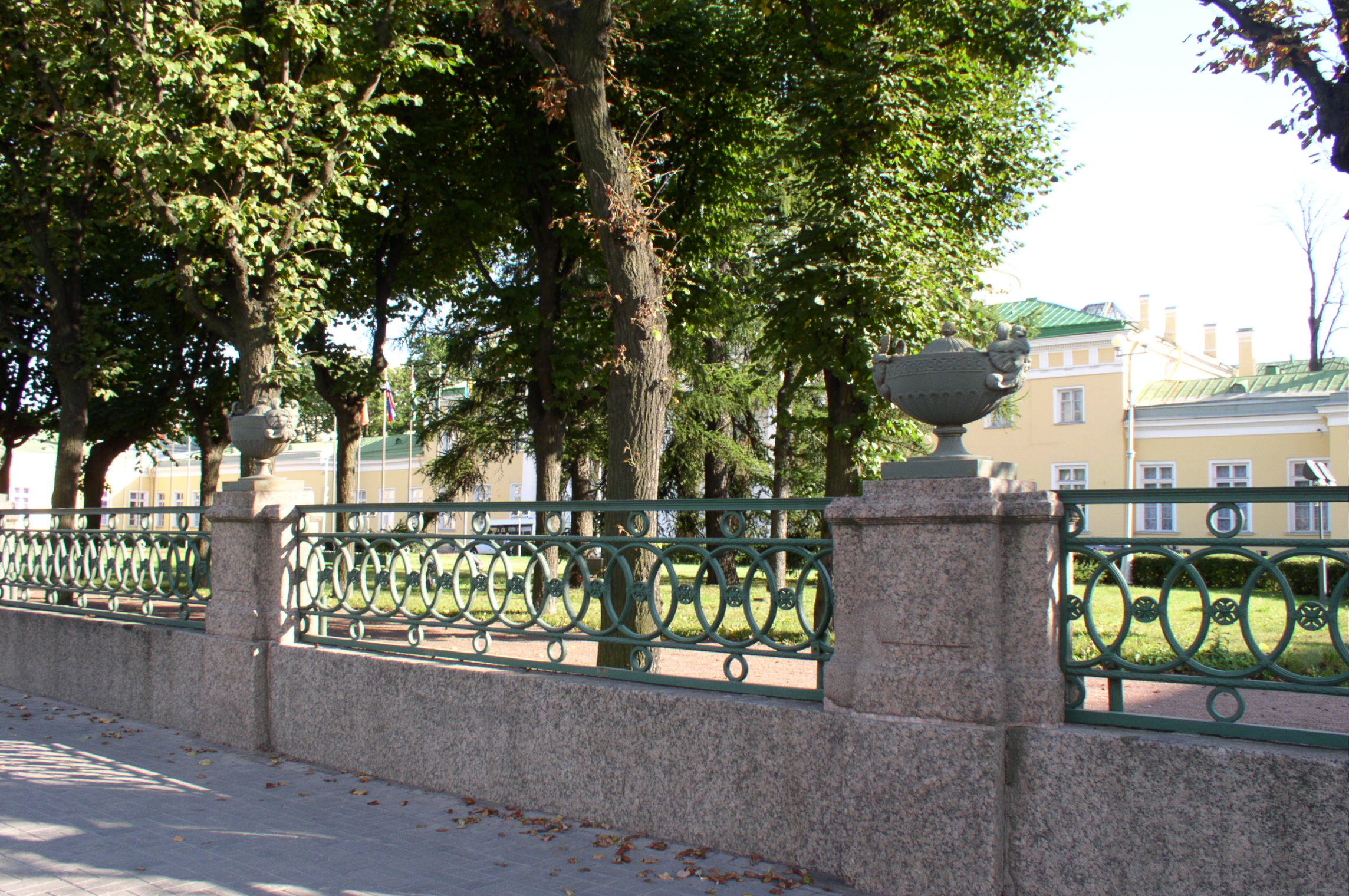
Огорожа Таврійського палацу

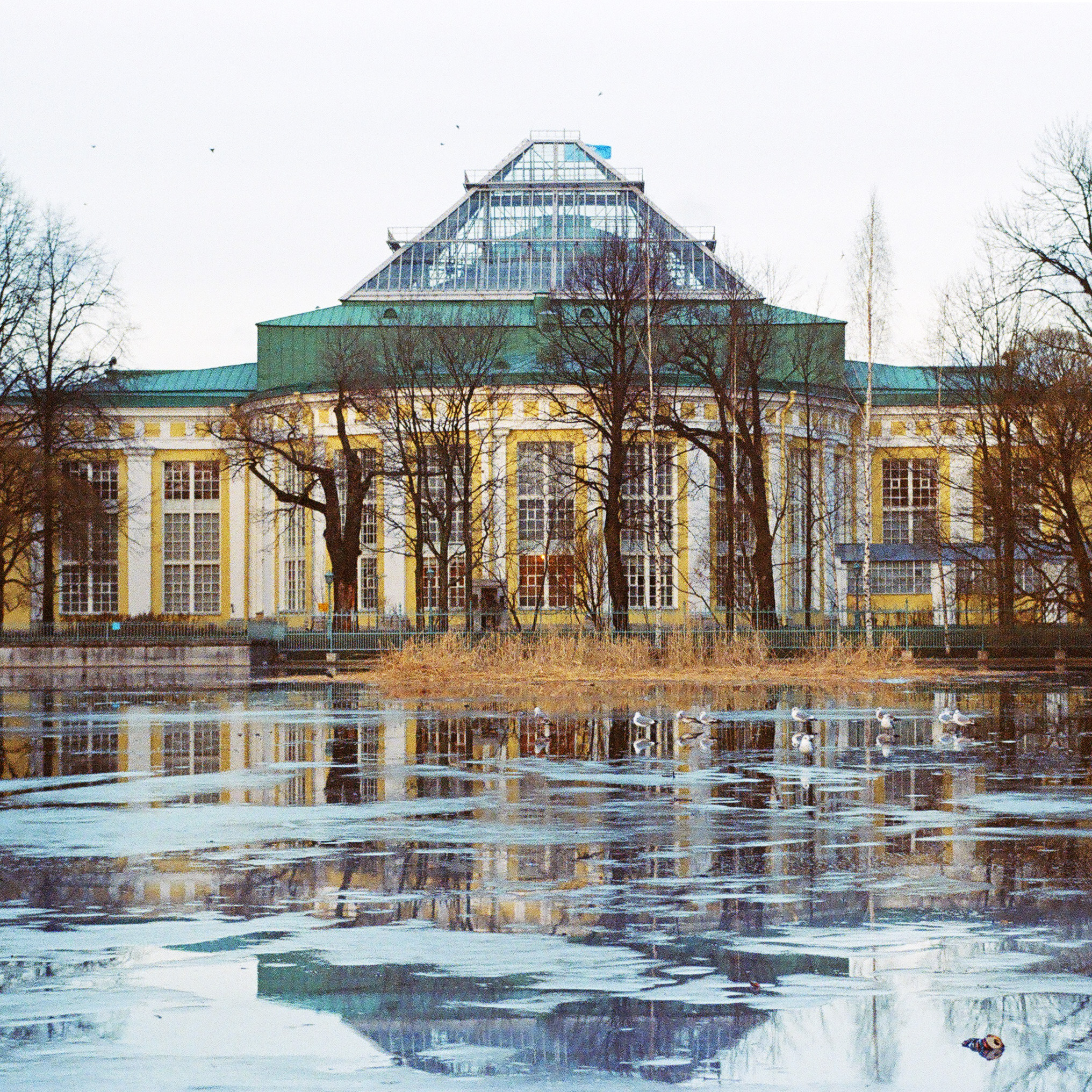
Задній фасад Таврійського палацу — Таврійського сад (Потьомкінська вулиця, 2-4; Кірочна вулиця, 50; Таврійська вулиця, 8)

За невисокою огорожею у глибині парадної садиби розташована центральна двоповерхова будівля зі шестиколонним портиком, прикрашена плоским куполом на невисокому барабані. Гладка площина стін прорізана високими вікнами й завершена антаблементом із чіткою композицією фризу з тригліфів. Центральна будівля об'єднана одноповерховими галереями з бічними двоповерховими корпусами, що обмежують широкий парадний двір. Комплекс збудований 1792—1793 рр. за проєктом архітектора Федора Волкова.
Насамперед Таврійський палац простягався до Неви і завершувався невеликою акваторією у гавані. Ця архітектурна перспектива, що входила до панорами невських берегів, існувала до спорудження навпроти палацу 1858—1863 років водонапірної вежі та інших споруд Центральної міської водопровідної станції (архітектори Іван Мерц та Ернст Шуберський).
До палацово-паркового ансамблю входить так званий «будинок садового майстра» (проєкт Федора Волкова), збудований 1793—1794 рр. для британського ландшафтного архітектора Вільяма Гульда. Головний фасад двоповерхового центрального корпусу відзначений доричним портиком, садовий фасад — полуротондою з круглих у плані балконом; два невеликих флігеля увінчані купольними вежами.
1783—1800 років позаду палацу садовим майстром Вільямом Гульдом було закладено Таврійський сад.

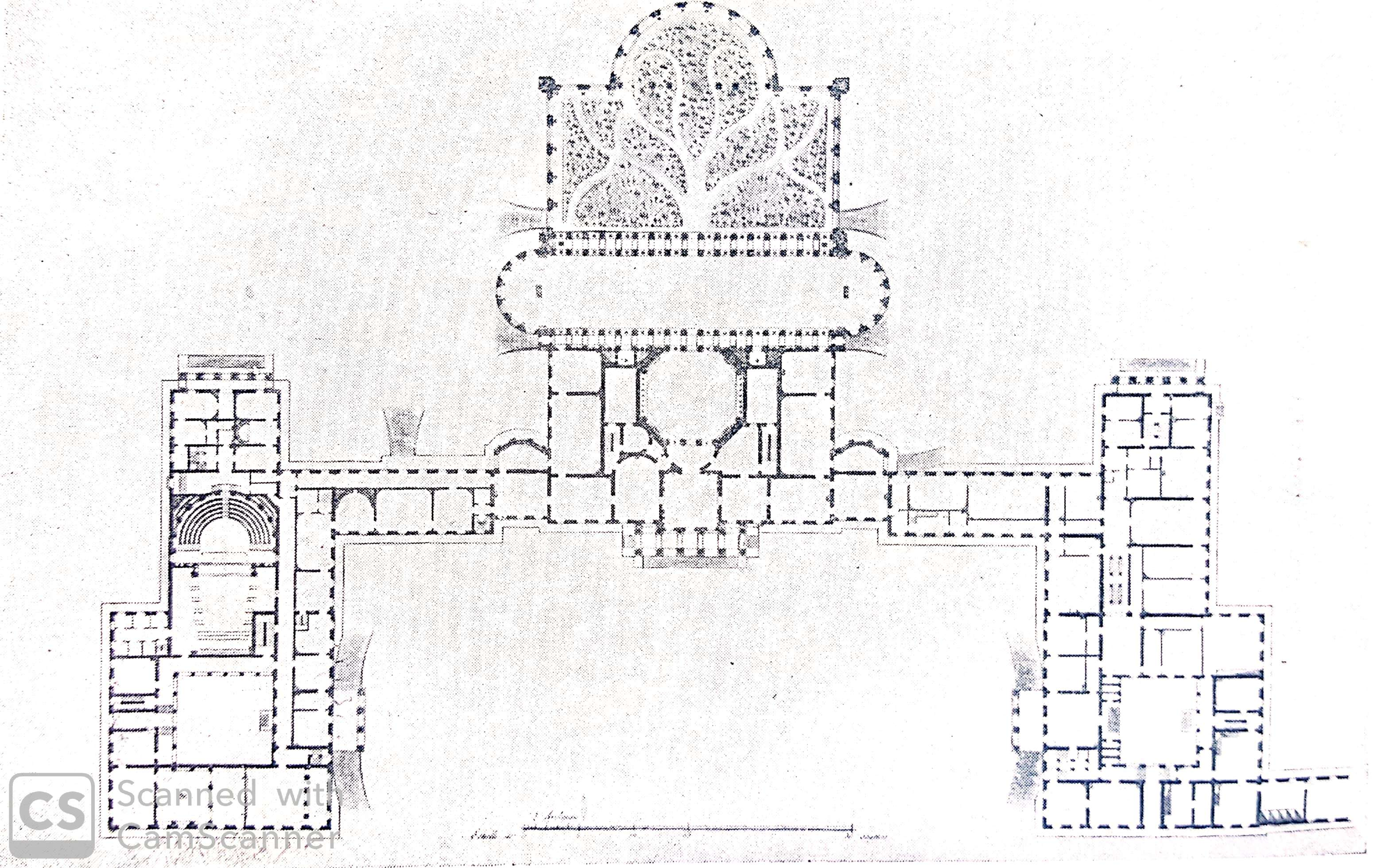
План 1-го поверху за проектом Івана Старова
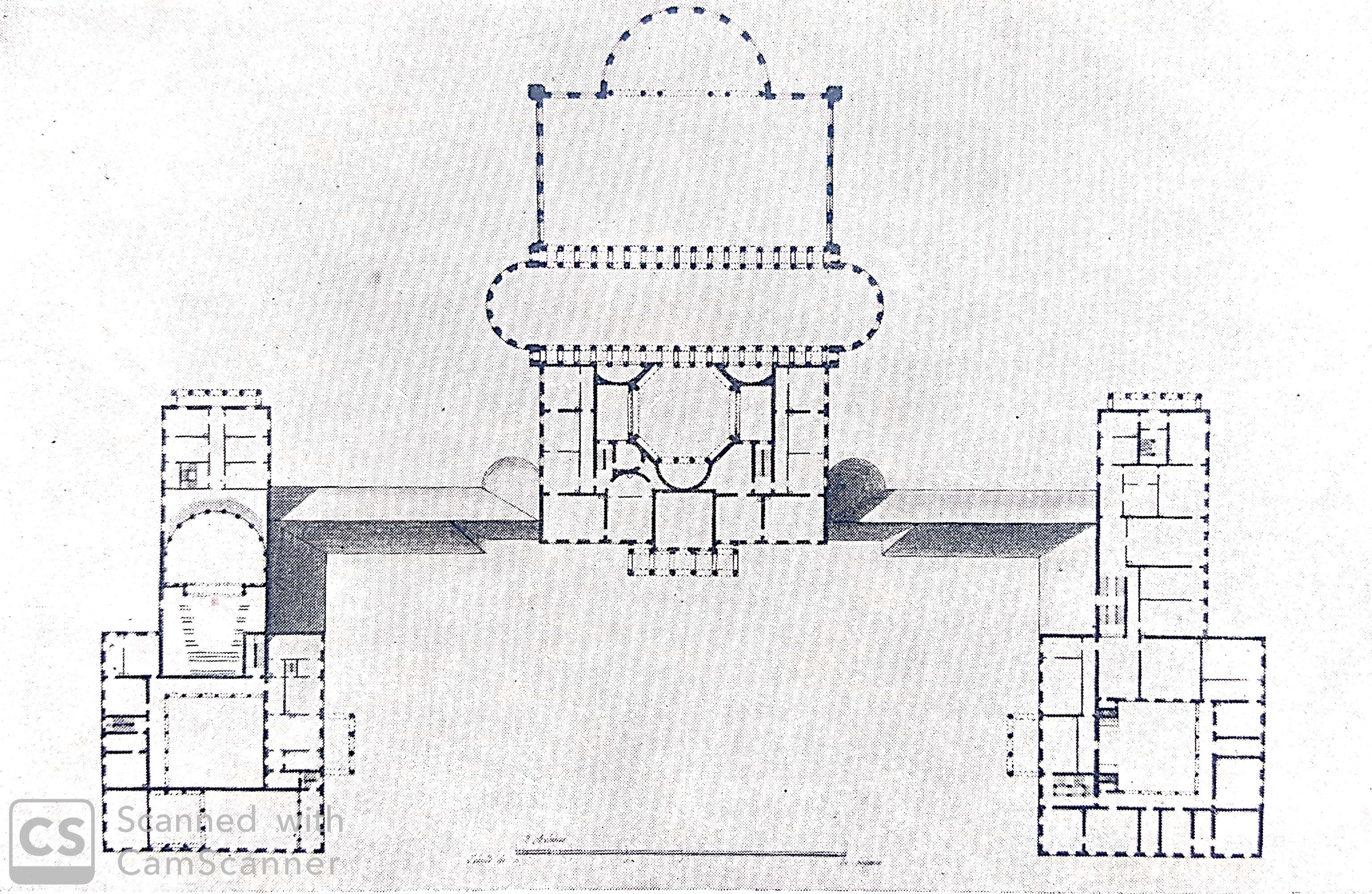
План 2-го поверху за проектом Івана Старова

## Внутрішнє оздоблення
Вишукана скромність й простота фасадів Таврійського палацу контрастували з винятковою розкішшю й пишністю внутрішнього оздоблення. За головним вестибюлем — багато прикрашена ліпниною ротонда, об'єднана широким отвором із Білоколонним залом, за відкритої подвійною колонадою якого розташовувався зимовий сад. Парадні приміщення (Картина зала, Гобеленова вітальня, Диванна, Китайська зала) частково зберегли художню обробку (поліхромний розпис стін і плафонів, каміни, фігурні печі).

## Історія

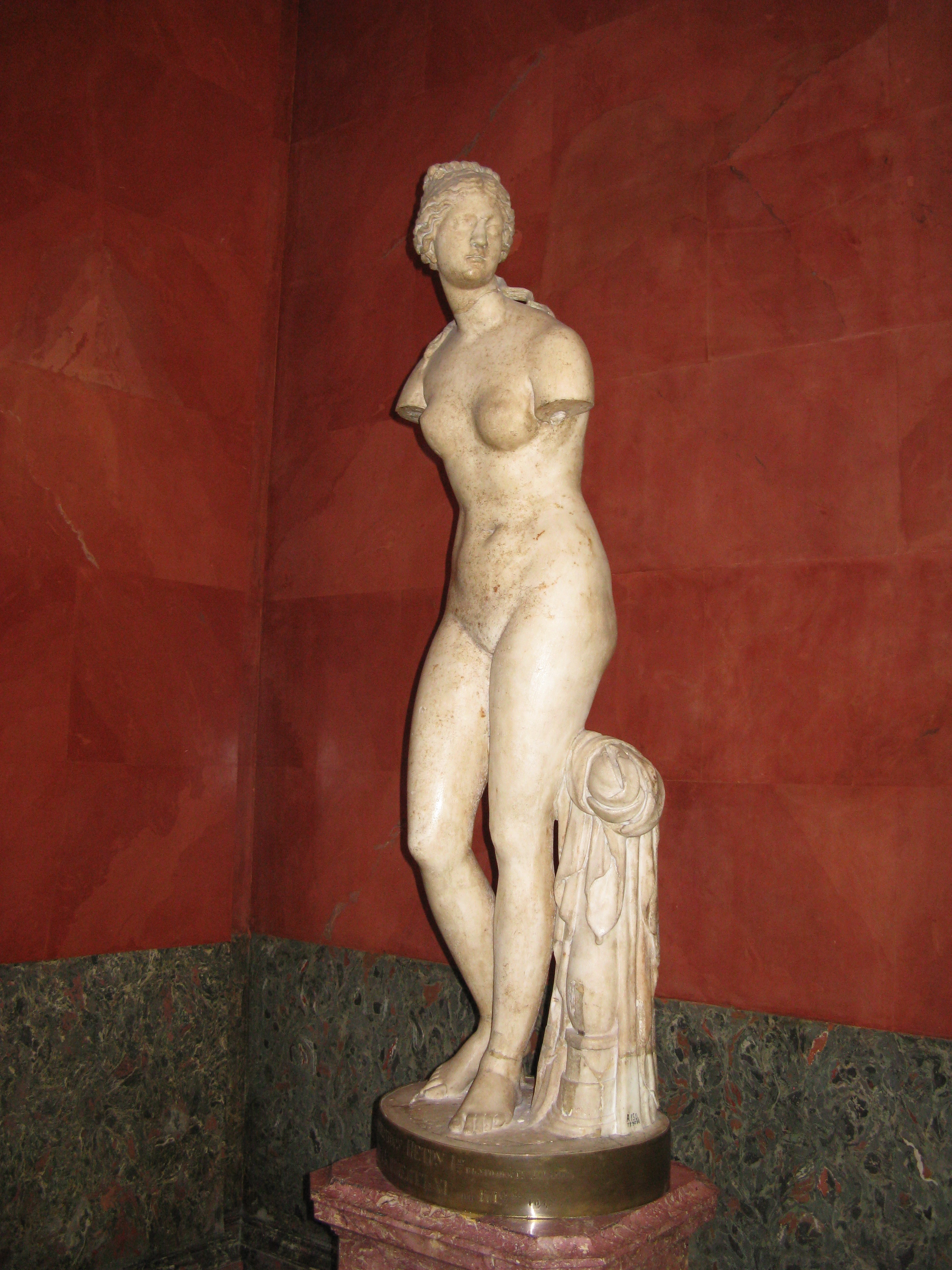
Статуя Афродіти (Венера Таврійська), 2 сторіччя до р. х.. Мармур, 169 см. Привезена Петром І, розташовувалася спочатку існування у Таврійському палаці, тепер виставлена в Ермітажі

Таврійський палац було побудовано за вказівкою Катерини II для свого фаворита, ясновельможного князя Григорія Потьомкіна. На зведення та оздоблення палацу було витрачено близько 400 тисяч рублів золотом. Палац отримав свою назву за титулом князя Таврійського, якого було надано тимчасовому господарю палацу 1787 року, після захоплення Російською імперією Криму (Тавриди). Однією з прикрас палацово-паркового ансамблю була антична статуя Венери Таврійської, привезена за часів правління Петра I.
Займаючись Новоросійською губернією, князь Потьомкін рідко наїжджав у палац. В останній рік свого життя, навесні 1791 року, він прибув, щоб відвоювати серце імператриці у молодого Платона Зубова. У Таврійському палаці було дане нечуване за пишнотою свято:
Вся розкіш, звична для князя, все диво, яким він умів оточувати себе, були перевершені в цей день. Не як пані, а як богиня була зустрінута Катерина в Таврійському палаці, тепер старому та пустельному. Чудові тканини гобелени розгортали перед нею наводячу на роздуми історію Амана й Мордехая, а хори віршами Державіна (муза якого, належала вже новому фавориту, цього разу зрадила його), пояснювали ці зображення. Марні старання; на інший день Катерина удала, ніби прийняла це чарівне свято за прощальний вечір.

К. Валішевський. «Коло трону».

### У 1790-ті роки

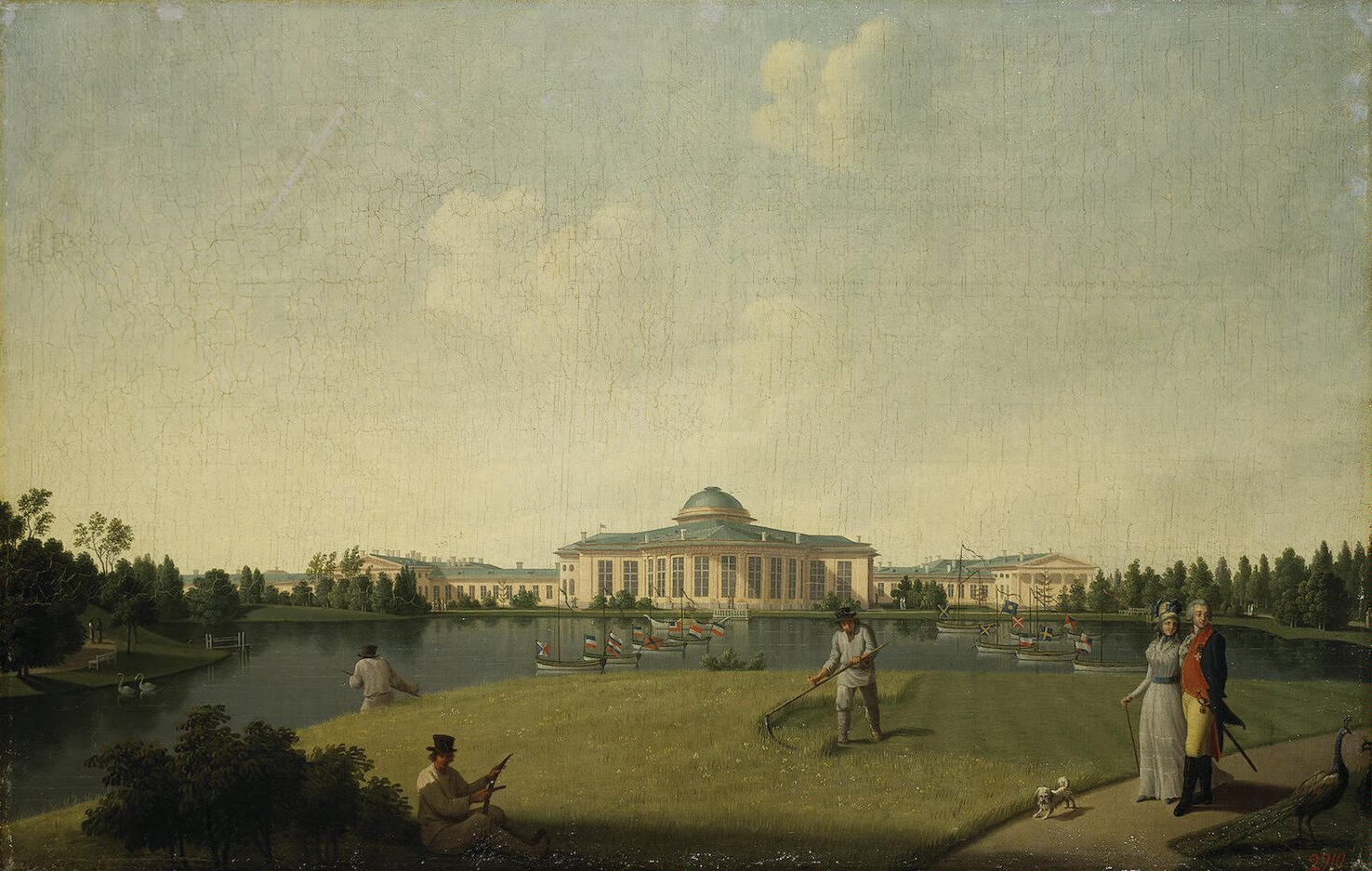
Бенжамін Петерсен, «Вид Таврійського саду у Санкт-Петербурзі» (1797)

Після смерті Потьомкіна два українці, потьомкінський управитель Михайло Гарновський і секретар Зубова Адріян Грибовський, вивезли до себе все оздоблення безгосподарного палацу: статуї, картини, меблі й навіть будівельні матеріали. Дізнавшись про це, спадкоємці зупинили через поліцію розкрадання майна, перехоплюючи на Фонтанці навантажені барки, як сказано у Державіна:
И, ах, сокровища Тавриды
На барках свозишь в пирамиды
Средь полицейских ссор.
Катерина розпорядилася взяти резиденцію ексфаворита в казну. Вона любила бувати тут в останні роки життя. При перебудові 1793-94 років у східному флігелі було обладнано театральну залу, а в західному — хатній храм.
У 1797 році за указом Павла I Михайла Гарновський й Адріян Грибовський за хижацтво притягнуті до суду, майно Таврійського палацу перенесене в Михайлівський замок, а сам палац передано Кінногвардійському полку під казарми.

### Палац у XIX й на початку XXст.
Відразу після смерті Павла І у 1801 році Таврійський палац було відновлено у якості однієї з імператорських резиденцій. Відтворенням палацових інтер'єрів завідували Луїджі Руска (в 1802-03), пізніше також Карл Россі й Василь Стасов.

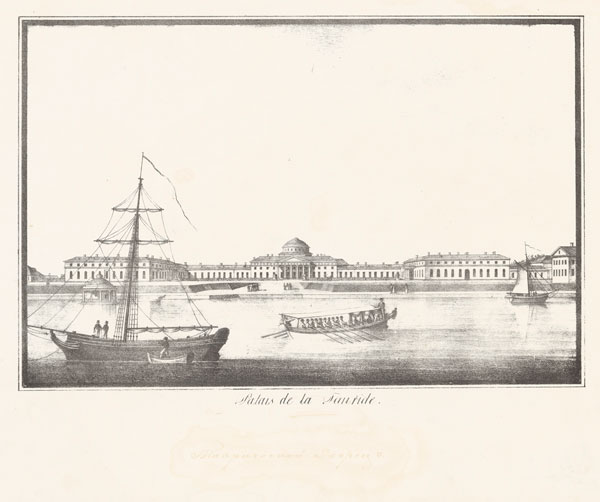
Літографія 1823 року Павла Олексійовича Александрова (1798—1832). Головний (з боку Неви) фасад Таврійського палацу.

У середині й наприкінці XIX сторіччя у палацу не було строго певного призначення. Іноді тут мешкали ті чи інші члени імператорського дому, у яких не було власного «іменного» палацу. Час від часу тут селили почесних гостей російського імператора, й не тільки іноземних. Наприклад, у 1826 році Марія Федорівна запросила пожити в палаці придворного історіографа Миколу Карамзіна; тут же він і помер. У кінці XIX й на початку XX сторіч у Таврійському палаці проводилися громадські заходи, бали, інші урочистості, наприклад, Таврійська виставка старовинних портретів (1905), за підсумками якої було підготовлено багатотомне видання «Русские портреты XVIII и XIX столетий. Издание Великого князя Николая Михайловича».

### Перший російський парламент

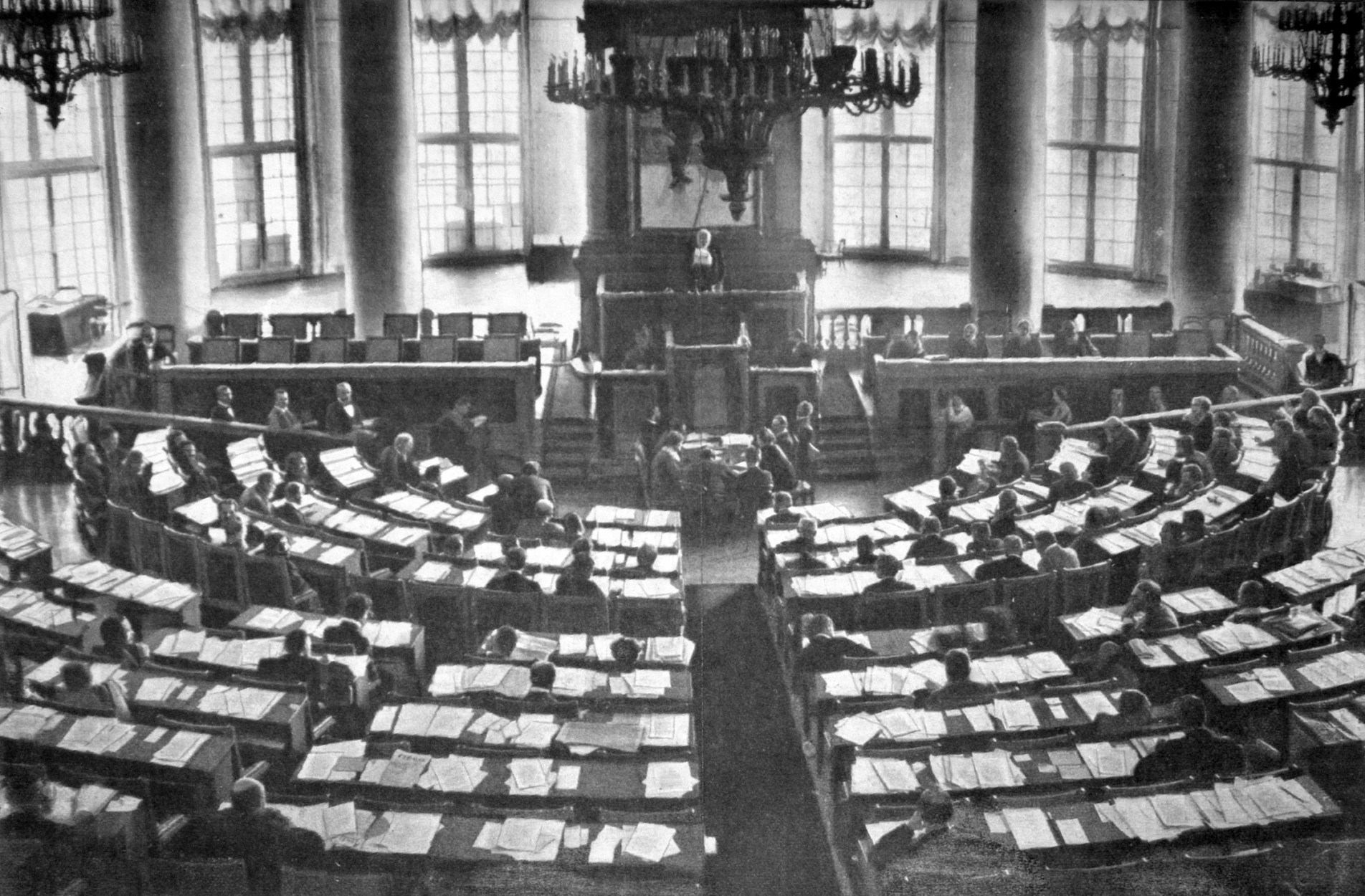
Зал засідань Державної думи Російської імперії 1906—1917 роки

У 1906—1910 роках інтер'єри будівлі змінили через розміщенням в ньому Державної думи Російської імперії (архітектор Петро Шестов).

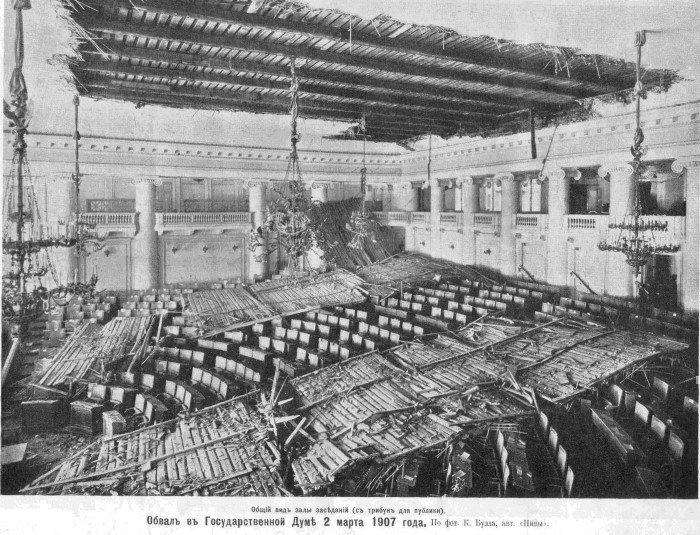
Обвал у Державній Думі 2 березня 1907 роки (Загальний вигляд зали засідань із трибун для публіки)

Із початком Лютневої революції в Таврійському палаці розмістилися Тимчасовий комітет Державної думи, а потім й Тимчасовий уряд Росії (до липня 1917), тут же виникла Петроградська рада робітничих і солдатських депутатів. До переїзду в серпні 1917 року в Смольний у Таврійському палаці засідав ВЦВК Рад.
5 (18) січня 1918 року в Таврійському палаці зібралося Всеросійських установчих зборів.

### Радянська доба (1918—1991)
У січні 1918 року в Таврійському палаці пройшов Третій Всеросійський з'їзд Рад, у березні 1918 року — 7-ий з'їзд РКП (б), у липні 1920 року — Другий конгрес Комінтерну. У 1918 році Таврійський палац перейменований на Палац Урицького (в пам'ять про Мойсея Урицького), проте назва не прижилася. У 1930-х роках в Таврійському палаці містився Всесоюзний сільськогосподарський комуністичний університет імені І. В. Сталіна.
Після німецько-радянської війни Таврійський палац було відреставровано, й до 1990 року в ньому розміщувалася Ленінградська вища партійна школа (проект пристосування будівлі — архітектор Іван Капцюг).

### Після 1991 року

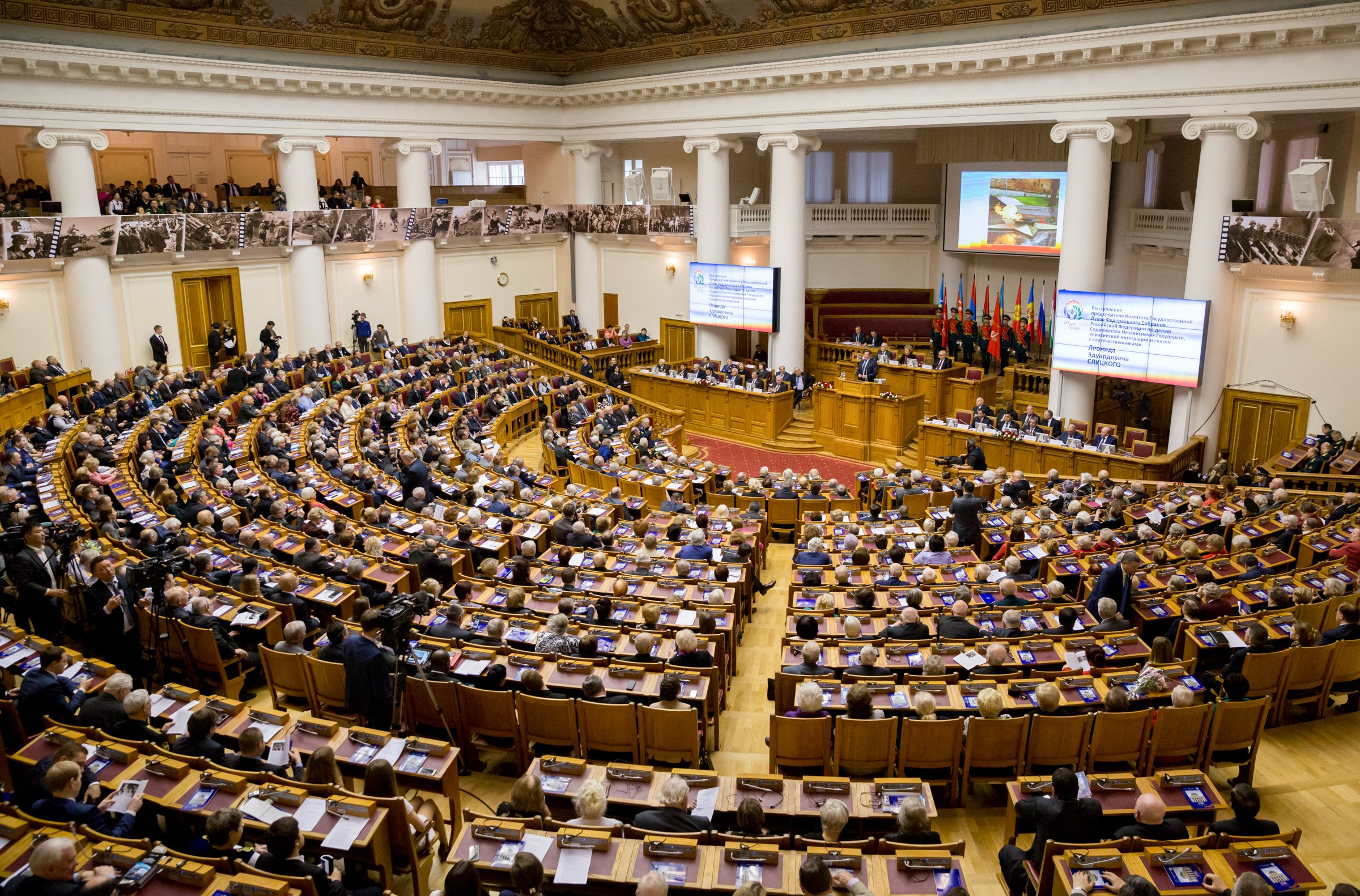
Пленарне засідання Міжпарламентської асамблеї СНД 17 квітня 2015 року, присвячене 70-річчю перемоги у німецько-радянській війні

У пострадянський час переданий в розпорядження Міжпарламентської асамблеї держав-учасниць СНД. У будівлі проходило кілька виїзних засідань Державної думи й Ради Федерації.

#### Потьомкінські вечори
Від лютого 2010 року в Таврійському палаці започатковано проєкт «Потьомкінські вечори» (рос. Потёмкинские вечера) — регулярні концерти у виконанні кращих музикантів, що займаються історичною (автентичною) музикою минувшини. У палаці звучить європейська музика у стилі бароко та класицизму, а також забуті твори російської музики XVIII століття. Проєкт організований за участю «Капели Таврійської» й фестивалю EARLYMUSIC. У цих концертах можна почути музикантів з ансамблів Солісти Катерини Великої, Musica Petropolitana, Prattica Terza. На початку 2011 року в Купольній залі палацу було встановлено духовий орган на 24 регістра, який виготовлено у Барселоні фірмою «Grenzing».